# ژاکلین مازئا
ژاکلین مازئا (فرانسوی: Jacqueline Mazéas‎; ۱۰ اکتبر ۱۹۲۰ – ۹ ژوئیهٔ ۲۰۱۲) پرتاب‌گر دیسک اهل فرانسه بود.
او در بازی‌های المپیک تابستانی ۱۹۴۸ که در لندن (انگلستان) برگزار شد، در مسابقات دیسک مدال برنز را برای فرانسه بدست آورد.